# Enoch Arden: Part I
Enoch Arden: Part I è un cortometraggio muto del 1911 diretto da David W. Griffith.

## Trama
Enoch Arden corteggia Annie Lee che lo preferisce a Philip Ray, un altro giovanotto ben più ricco dell'umile Enoch. Enoch e Annie, quindi, convolano a nozze e vanno ad abitare in una baracca in riva al mare. Qualche anno dopo, Enoch e Annie hanno avuto tre figli, di cui uno nato da poco, ma le cose non vanno molto bene dal punto di vista economico e così Enoch accetta la proposta di un suo amico e s'imbarca come marinaio su un piccolo due alberi. I giorni passano e Annie si reca ogni giorno sulla spiaggia a scrutare l'orizzonte con un cannocchiale, insieme ai suoi due figli più grandi, un maschietto e una femminuccia, ma, purtroppo, senza avvistare nulla. Poi, qualcosa di tragico avviene: una tempesta causa l'affondamento della nave su cui Enoch è imbarcato e la donna sembra averne un presentimento. Enoch, fortunatamente, non perisce nel naufragio e con alcuni altri sopravvissuti raggiunge a nuoto un'isola tropicale. 
Annie continua, ancora dopo anni, ad aspettare il ritorno del suo uomo, respingendo le profferte amorose di Philip, ancora innamorato di lei. Gli anni continuano a passare, alcuni dei compagni di Enoch sono morti mentre i suoi figli sono ormai adulti e, ancora, Philip continua a corteggiare Annie e a sperare finché un giorno i suoi desideri si realizzano: Annie accetta di sposarlo, pur se non ha dimenticato Enoch, e, insieme, vanno a vivere nella dimora di lui, una casa grande ed elegante. In seguito, una nave raggiunge l'isola su cui Enoch è sopravvissuto per tanto tempo e lo trae in salvo, riportandolo alla sua terra. Appena arrivato, l'uomo si reca a casa sua ma la trova vuota. Alla locanda, però, apprende che Annie si è risposata con Philip e la notizia lo getta nella disperazione. L'uomo ha, però, la forza di raggiungere l'abitazione dove adesso vive Annie e sbircia dentro dalla finestra. Egli vede che Annie e Philip stanno coccolando un neonato, il figlio che hanno avuto insieme, e allora, sebbene a malincuore e addolorato, si allontana, non volendo rovinare la gioia della donna che ama ancora. Recatosi quindi alla locanda, ha un malore e muore.

## Produzione
Il film fu prodotto dalla Biograph Company e venne girato a Santa Monica.

## Distribuzione
Distribuito dalla General Film Company, il film - un cortometraggio in due rulli - uscì nelle sale cinematografiche statunitensi distribuito in due parti: la prima parte venne presentata il 12 giugno 1911.

### Data di uscita
- USA	12 giugno 1911
- USA	29 agosto 1916	 (riedizione)